# ESFJ
Cet article concerne un type psychologique de la classification Myers-Briggs. Pour le type socionique ESFj, voir Socionique.
ESFJ (acronyme en anglais « extraversion, sensation, feeling, judgment » signifiant Extraversion, Sensation, Sentiment, Jugement) est une abréviation utilisée dans le cadre du Myers-Briggs Type Indicator (MBTI) au sujet de l'un des 16 types psychologiques du test. Il est l'un des quatre types appartenant au tempérament Gardien.

## Préférences du ESFJ
- E — Extraversion préférée à l'introversion : les ESFJ aiment interagir avec les autres. Ils « gagnent » en l'énergie par le contact avec autrui, à la différence des introvertis qui en perdent dans les mêmes situations et ont besoin de solitude pour récupérer, et aiment posséder un large cercle de connaissances[2].
- S — Sensation, préférée à l'intuition : les ESFJ raisonnent davantage par le concret que par l'abstrait. Ils concentrent leur attention sur les détails plutôt que sur une vision globale des choses, et sur les réalités immédiates plutôt que sur les possibilités futures[3].
- F — Sentiment (en anglais : Feeling) préféré à la pensée : les ESFJ valorisent davantage les considérations subjectives ou personnelles que les critères impersonnels et objectifs. Lorsqu'ils prennent des décisions, ils accordent un poids plus grand à des considérations sociales qu'à la logique[4].
- J — Jugement, préféré à la perception : les ESFJ planifient leurs activités et prennent des décisions rapidement. Leur tendance à prédire les probabilités d'une situation future suscite chez eux un certain self-control, qui peut sembler limitatif aux yeux des types préférant la perception[5].

## Caractéristiques

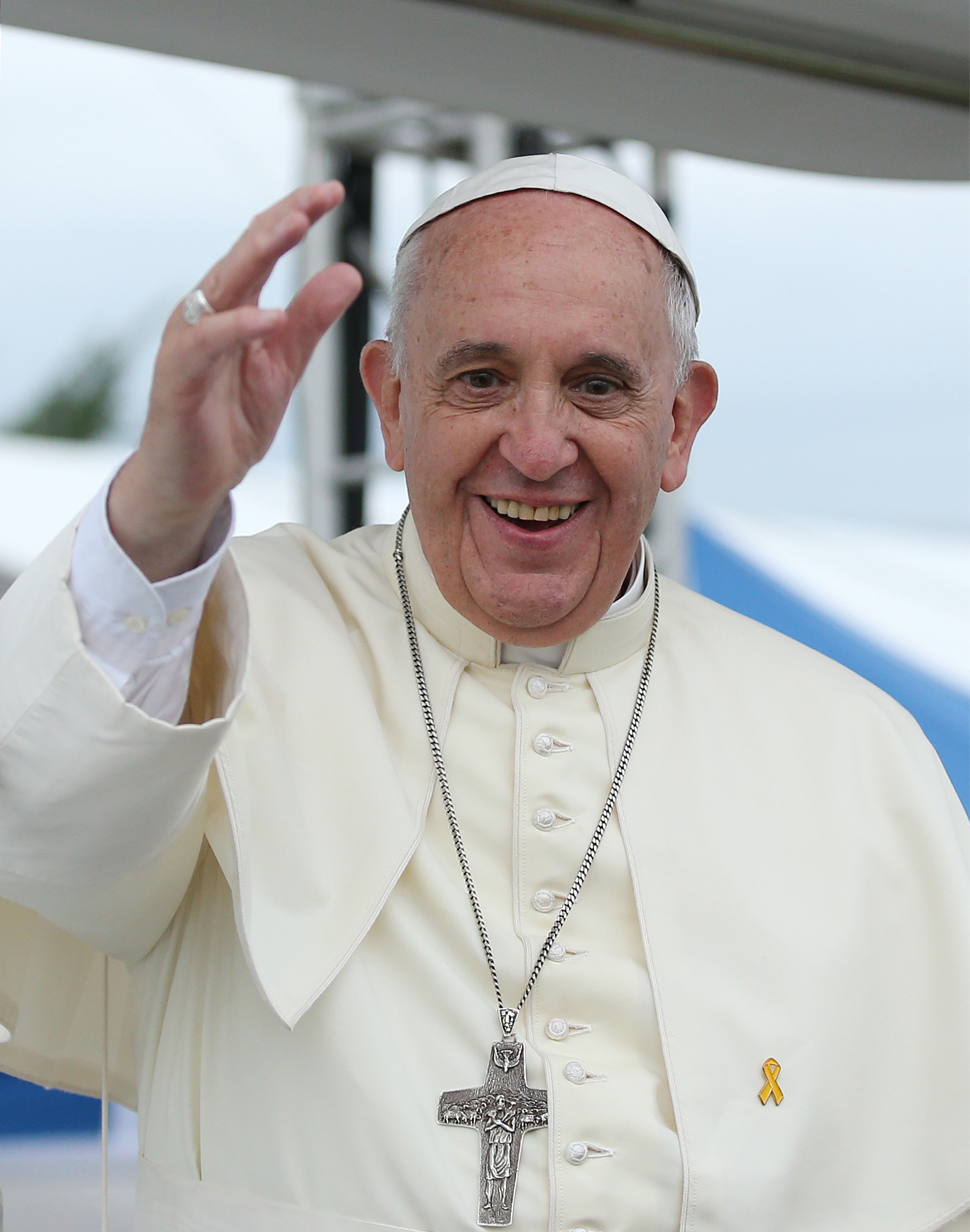
Certains praticiens estiment que le Pape François serait ESFJ. Cependant, si l'on suit les règles du MBTI, seul le passage du test permet d'identifier avec certitude un type de personnalité.

Les ESFJ se concentrent sur le monde extérieur et vivent leurs expériences de manière subjective. Ils fondent leurs jugements de valeur sur leur système de croyance et sur les conséquences qu'une action peut avoir pour autrui. Les ESFJ raisonnent de manière concrète, et font confiance aux informations factuelles qu'ils collectent via leurs cinq sens.
Les ESFJ portent un intérêt véritable au bien-être des autres. Pour cette raison, on les voit souvent comme des personnes chaleureuses et "humaines". Ils sont doués pour porter à la surface les meilleures qualités de ceux qui les entourent, et veulent comprendre les points de vue des autres. Ils considèrent leurs responsabilités de façon sérieuse, voient ce qui doit être fait et le font. Généralement compétents pour les tâches détaillées, les ESFJ aiment faire de petites choses qui rendent la vie plus facile aux autres. Ils valorisent la tradition et la sécurité qu'elle offre.
Facilement blessés, les ESFJ recherchent l'approbation et la reconnaissance. Ils prennent plaisir au bonheur des autres, donnent avec générosité, mais attendent une certaine appréciation en retour. Sensibles aux besoins physiques d'autrui, ils y répondent en y portant une attention pratique. Rompus dans l'art de deviner ce que les gens attendent d'eux, les ESFJ adaptent souvent leur façon d'être pour satisfaire ces attentes. Cependant, ils peuvent éprouver des difficultés à reconnaître les points faibles de ceux qu'ils aiment.
Les ESFJ expriment directement ce qu'ils pensent être bon ou mauvais. Leur système de valeurs dérive des standards et des normes définies par la communauté dans laquelle ils vivent, par opposition à une éthique plus personnelle (et ce trait les distingue notamment des ENFJ). Les ESFJ élevés dans un environnement dont les normes éthiques conviennent à leur caractère tendent à développer une générosité et une bonté qui leur est toute naturelle. Cependant, ceux qui grandissent dans des valeurs moins sûres pour eux peuvent développer un sentiment moral plus variable et utiliser leurs talents d'extraversion pour manipuler les autres, notamment si leur fonction intuitive est peu développée, les laissant incapable de prévoir les conséquences de leurs actions.
Les ESFJ recherchent des environnements structurés, contrôlés. Ils ne se sentent pas en sécurité dans une atmosphère trop incertaine, et sont efficaces pour mettre de l'ordre autour d'eux. Ils valorisent la règle de la loi et attendent la même chose des autres. Les ESFJ portent cependant peu d'intérêt aux concepts qui se trouvent derrière les règles, ainsi qu'à tout ce qui est en général abstrait ou impersonnel.

## Fonctions cognitives
DominanteSentiment extraverti (Fe)
Le sentiment extraverti recherche le lien social et créée d'harmonieuses interactions par un comportement poli et adapté. Il répond aux désirs explicites (et implicites) des autres, ce qui peut donner lieu à un conflit interne entre les propres besoins du sujet et le désir de satisfaire ou de comprendre ceux des autres.
AuxiliaireSensation introvertie (Si)
La sensation introvertie collecte les données du moment présent et les compare avec celles des expériences passées. Ce processus fait remonter à la surface des sentiments associés à des souvenirs que le sujet revit en se les remémorant. Cherchant à protéger ce qui lui est familier, la sensation introvertie identifie dans l'histoire des buts et des attentes en vue d'évènements futurs.
TertiaireIntuition extravertie (Ne)
L'intuition extravertie trouve et interprète le sens caché d'un objet, d'un propos ou d'une situation, raisonnant à partir de la question "et si...?" pour explorer d'éventuelles alternatives et faire coexister de multiples possibilités. Ce jeu de l'imagination tisse la toile de l'expérience et d'une certaine perspicacité pour former un nouveau schéma d'ensemble, qui peut devenir un catalyseur pour l'action.
InférieurePensée introvertie (Ti)
La pensée introvertie recherche la précision, par exemple celle du mot juste pour exprimer une idée avec exactitude. Elle remarque les menues distinctions qui définissent l'essence des choses, puis les analyse et en opère la classification. La pensée introvertie examine une situation sous tous les aspects, cherche à résoudre des problèmes avec le minimum d'efforts et de risques. Elle recourt à des modèles pour remédier aux flottements et inconsistances du raisonnement logique.

### Fonctions secondaires
D'après les développements les plus récents, notamment les travaux de Linda V. Berens, ces quatre fonctions additionnelles ne sont pas celles auxquelles les individus tendent naturellement, mais peuvent émerger en situation de stress. Pour les ESFJ, ces fonctions s'articulent comme suits :
- Sentiment introverti (Fi) : le sentiment introverti filtre les informations à partir d'interprétations sur la valeur, formant des jugements en accord avec des critères souvent intangibles. Cette fonction balance constamment entre deux impératifs différents, tels que le désir d'harmonie et celui d'authenticité. Adapté aux distinctions subtiles, le sentiment introverti sent instinctivement ce qui est vrai ou faux dans une situation donnée[13].
- Sensation extravertie (Se) : la sensation extravertie se concentre sur les expériences et les sensations du monde physique et immédiat. Pourvue d'une conscience aigüe de ce qui entoure l'individu, elle lui apporte des faits et des détails pouvant constituer le moteur d'actions spontanées[14].
- Intuition introvertie (Ni) : attirée par des dispositifs ou actions symboliques, l'intuition introvertie opère la synthèse de couples de contraires pour créer dans l'esprit des images neuves. De ces réalisations provient une certaine forme de certitude, qui demande des actions ou des expériences pour nourrir une éventuelle vision de l'avenir ; de telles réalisations peuvent inclure des systèmes complexes ou des vérités universelles[15].
- Pensée extravertie (Te) : la pensée extravertie organise et planifie les idées pour assurer une poursuite efficace et productive d'objectifs donnés. Elle cherche des explications logiques aux actions, évènements et conclusions, et y identifie de possibles erreurs ou sophismes[16].

## ESFJ célèbres
Bien que seul le passage du test MBTI permette d'identifier avec certitude un type de personnalité, plusieurs praticiens ont tenté de déterminer le type de certains personnages célèbres à partir d'éléments biographiques. Le psychologue américain David Keirsey a ainsi identifié de nombreux ESFJ célèbres.

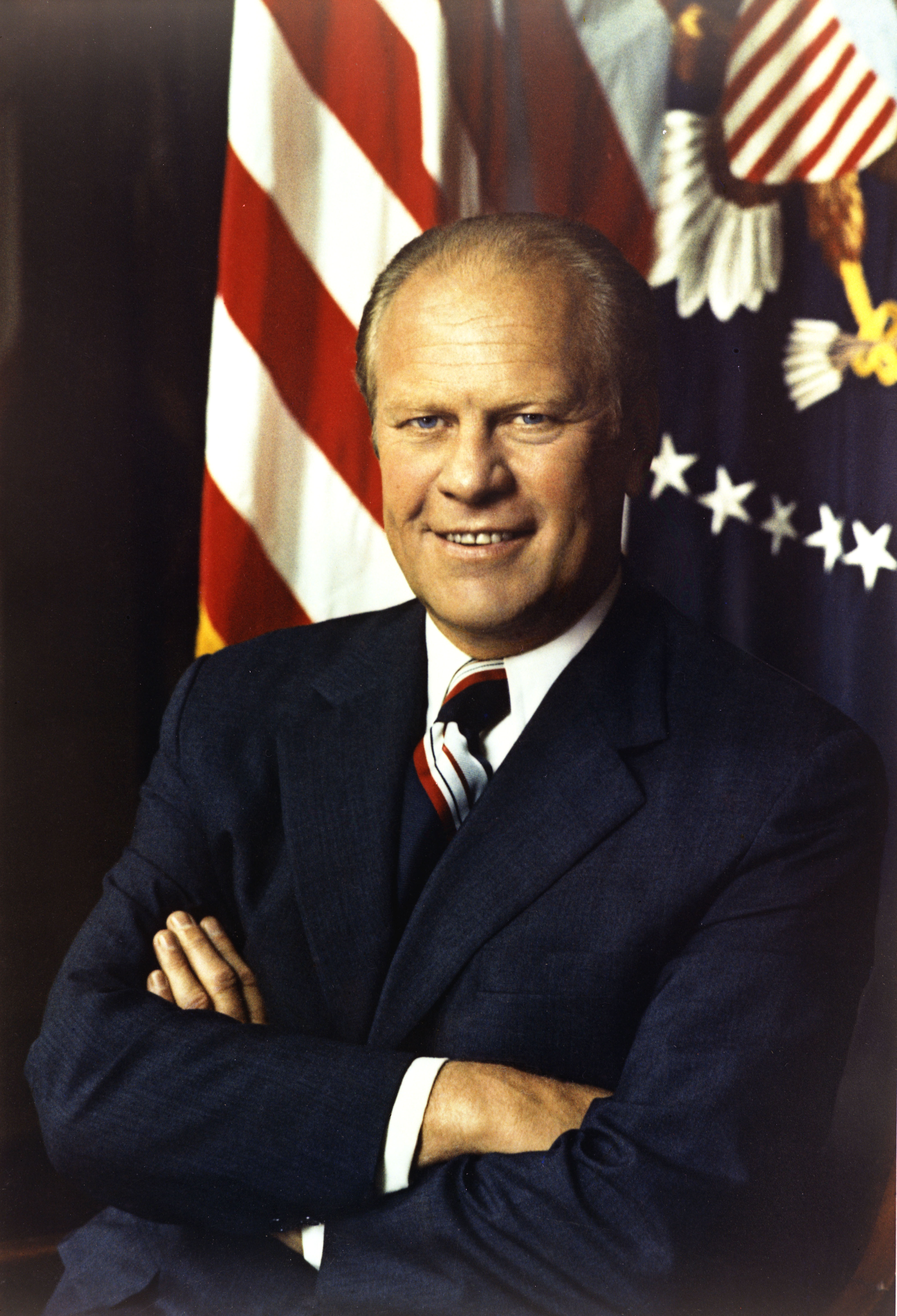
Gerald Ford, Président américain.
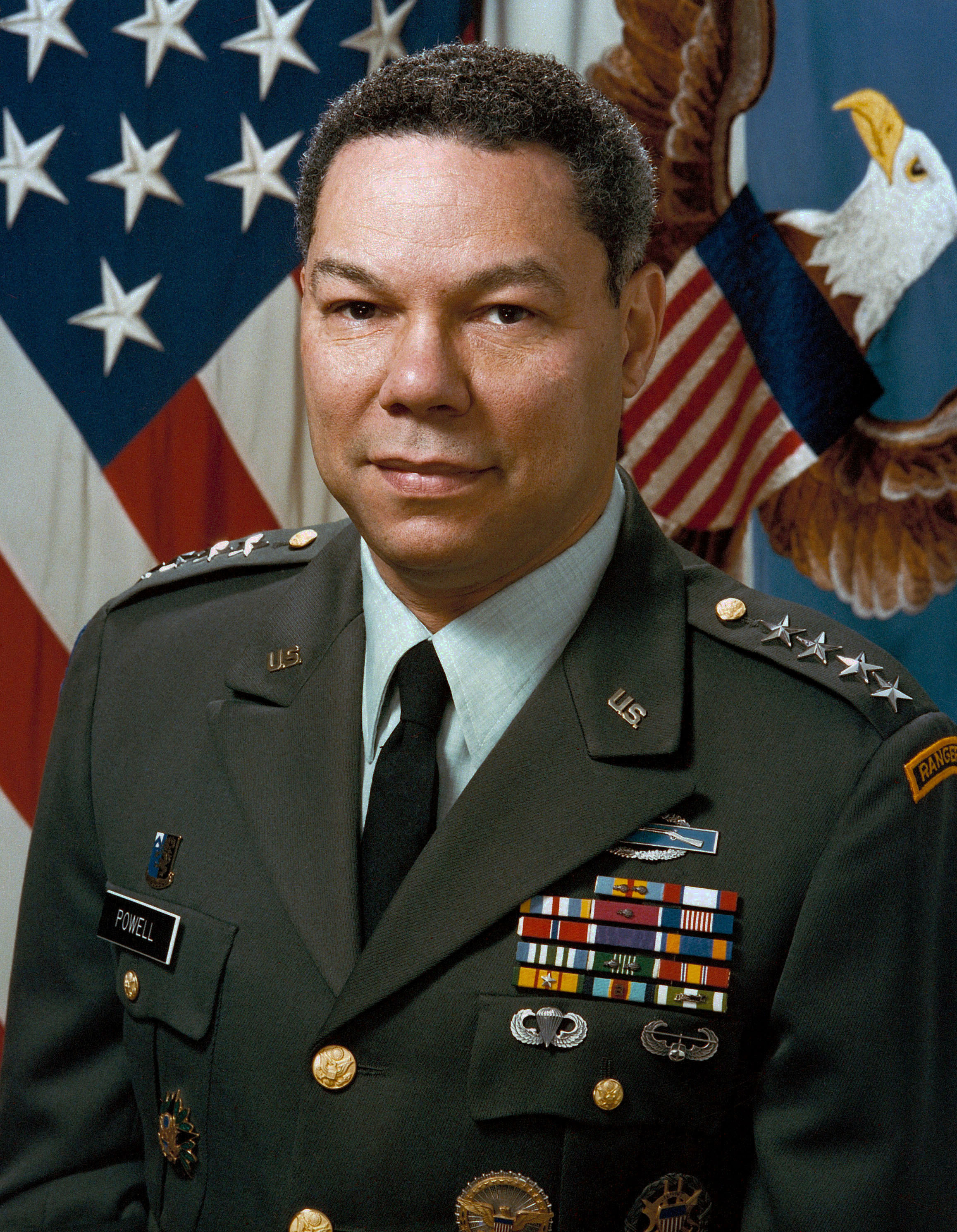
Colin Powell, général et Secrétaire d'État américain.
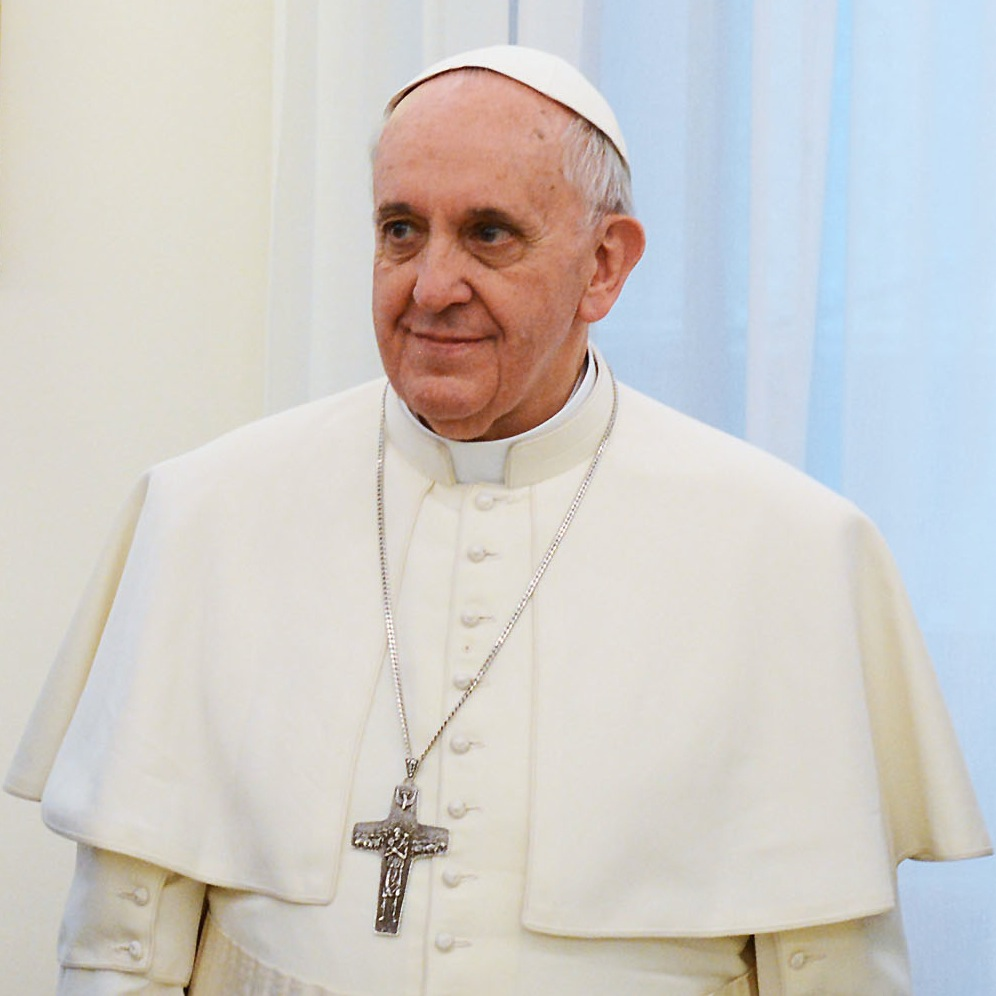
François, prêtre argentin et pape de l'Église catholique.
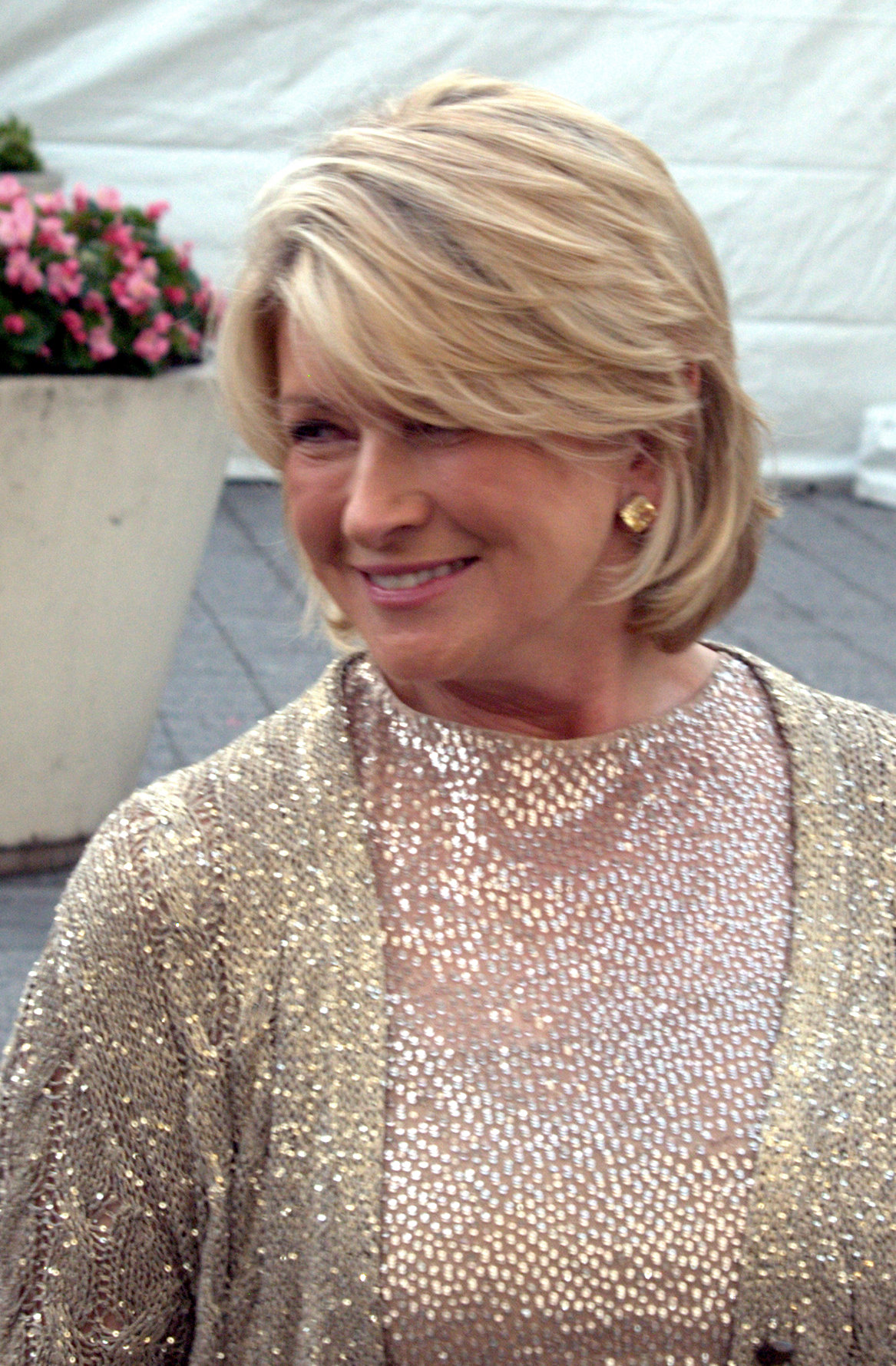
Martha Stewart, femme d'affaires, entrepreneuse et animatrice TV américaine.
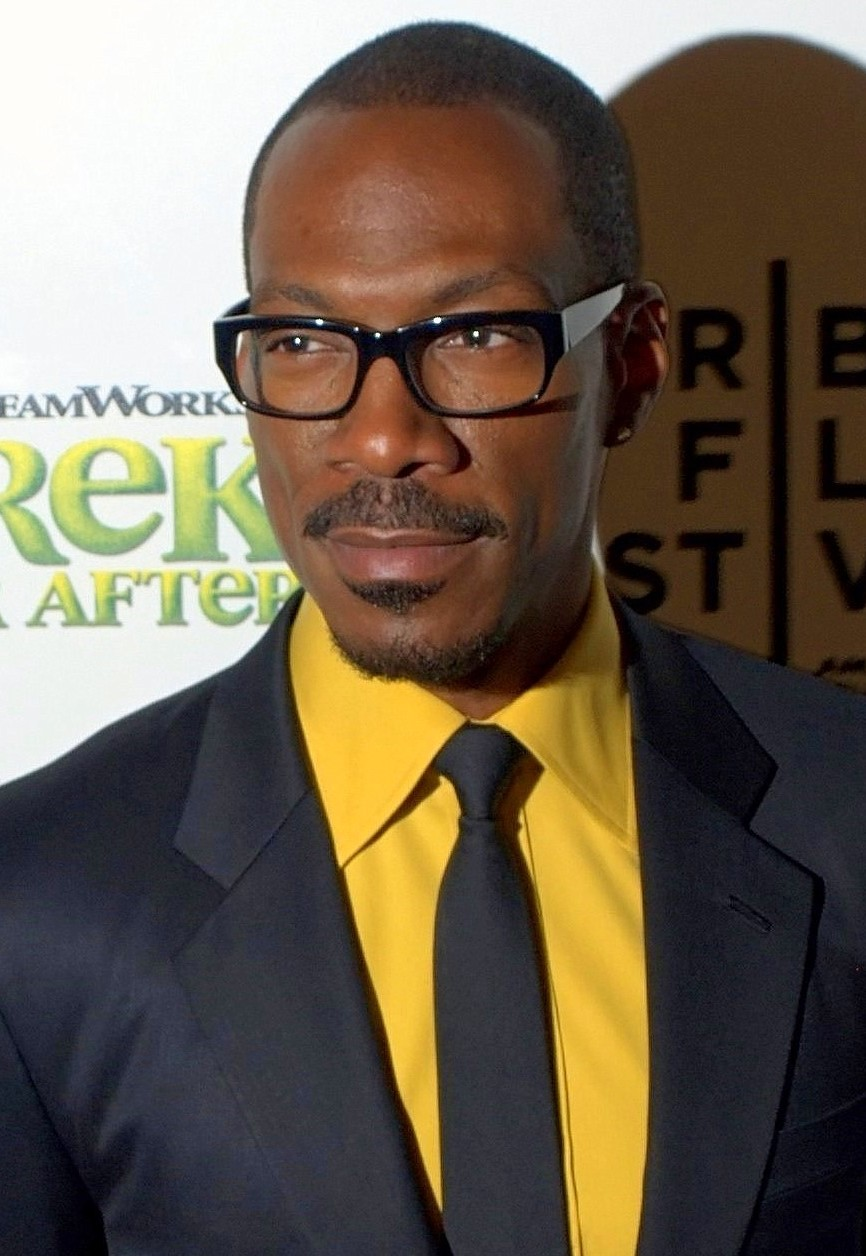
Eddie Murphy, acteur américain.
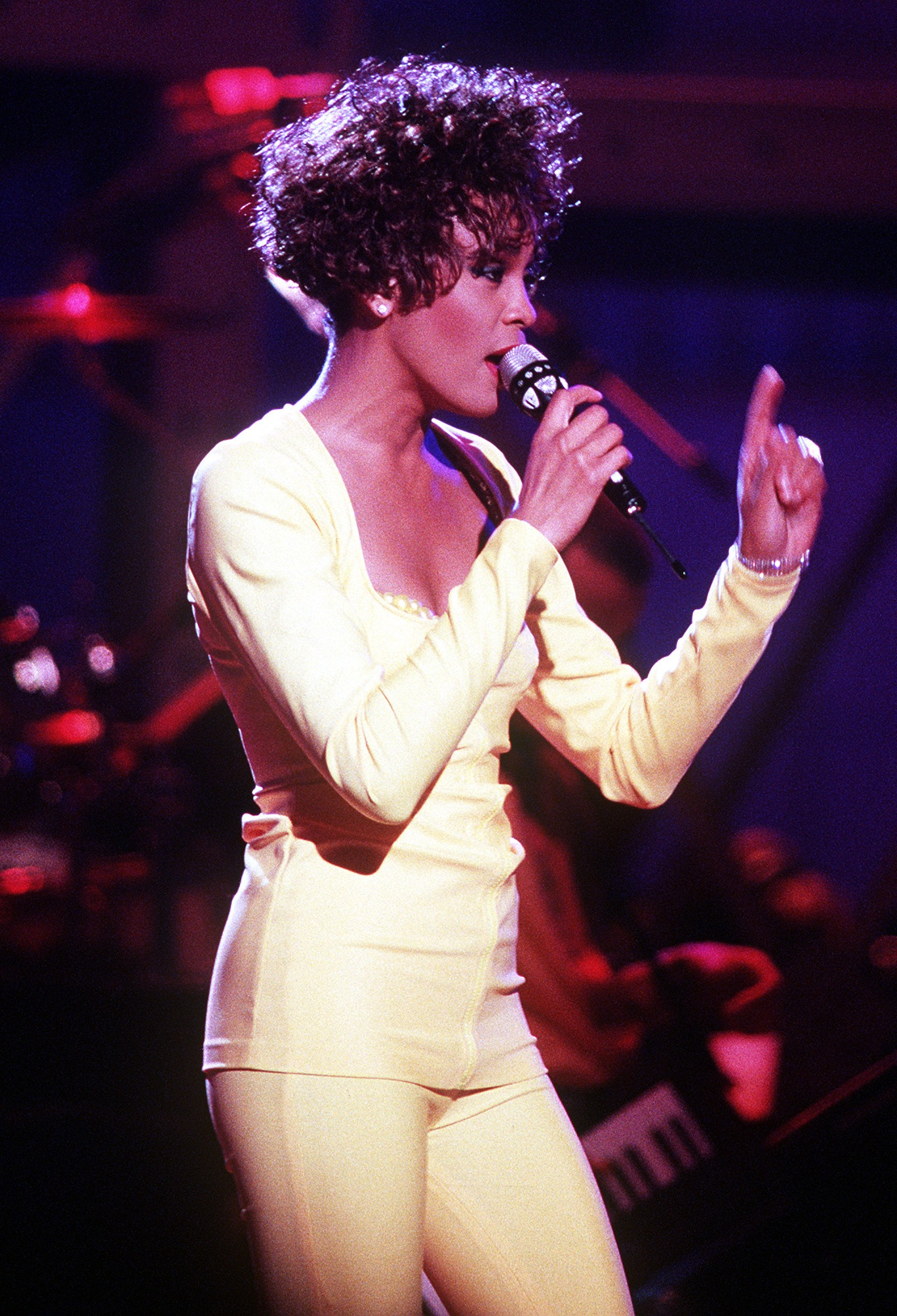
Whitney Houston, chanteuse et comédienne américaine.
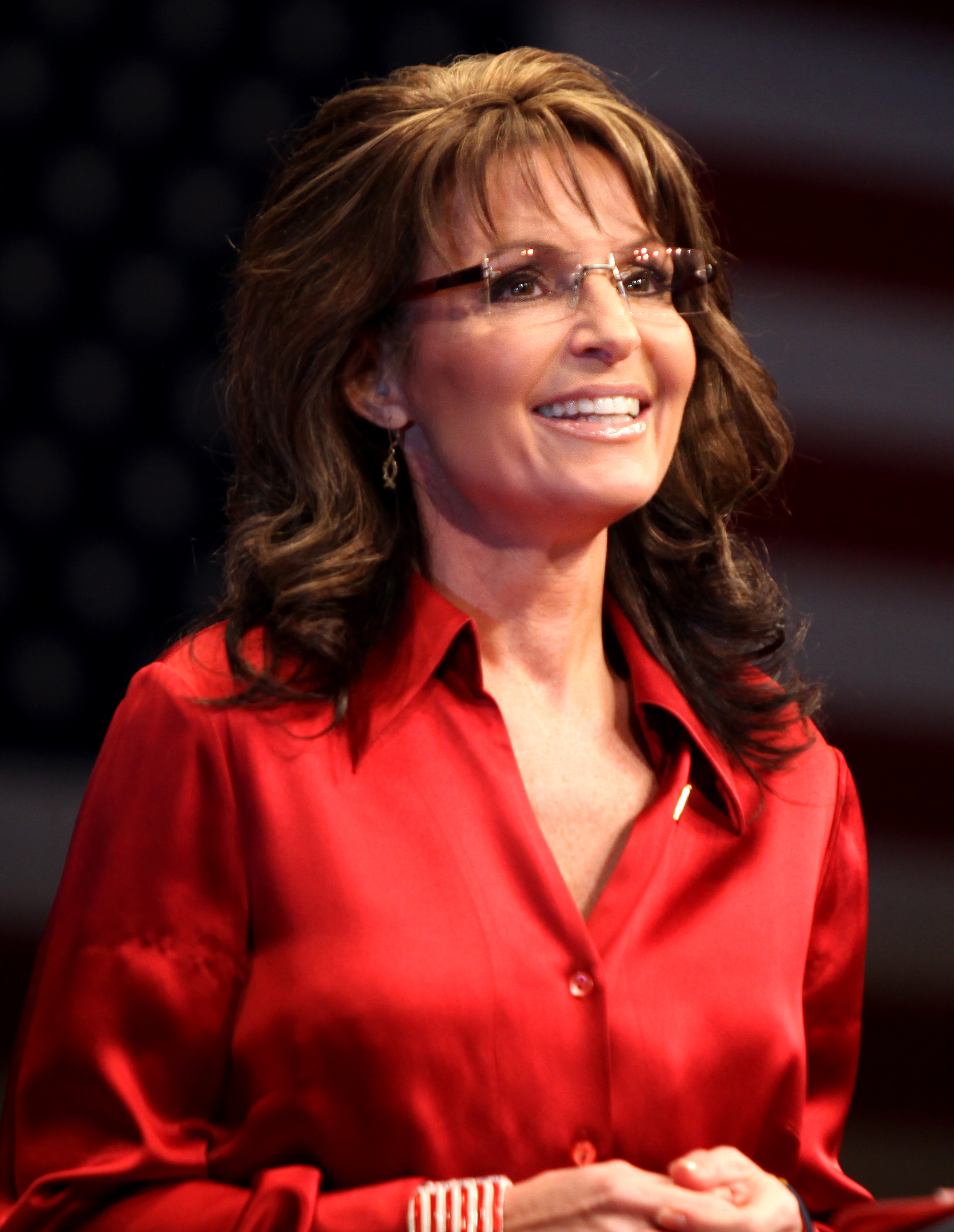
Sarah Palin, Gouverneure américaine.
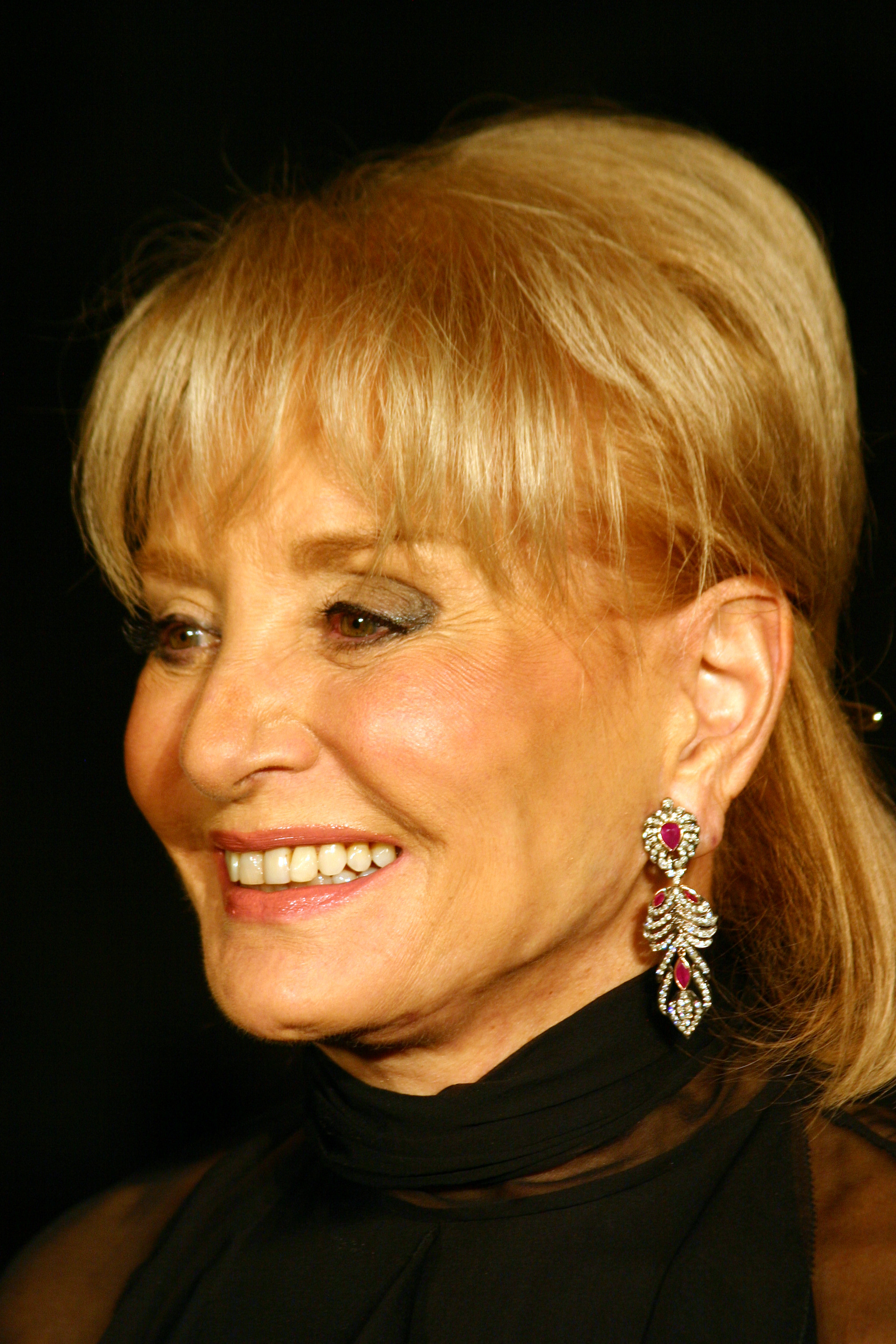
Barbara Walters, journaliste, productrice et animatrice de télévision américaine.
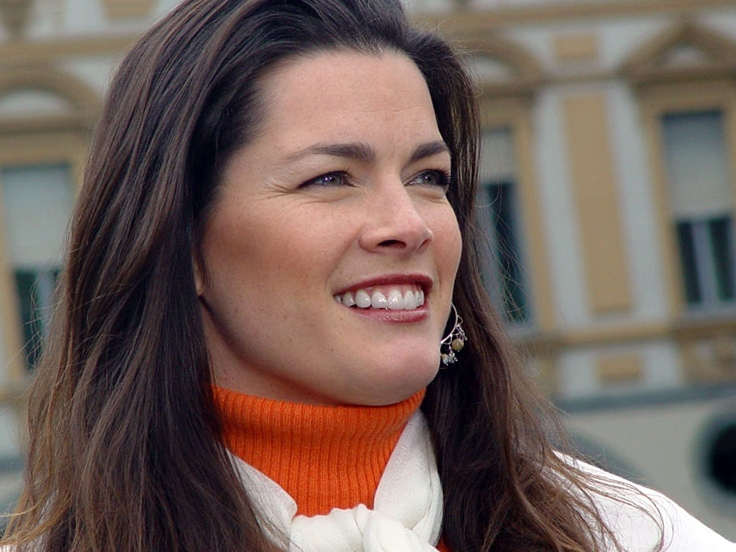
Nancy Kerrigan, patineuse artistique américaine.
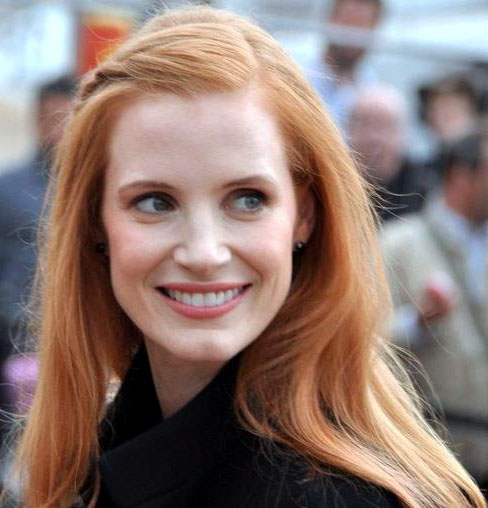
Jessica Chastain, actrice et productrice américaine.
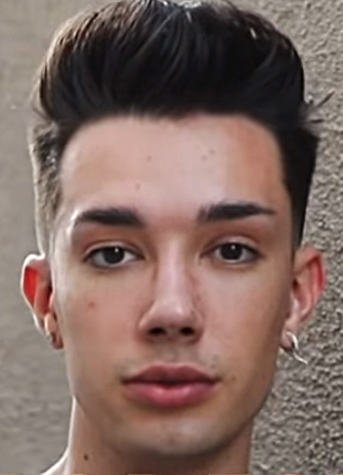
James Charles, youtuber américain.